# Achoura
Cet article possède un paronyme, voir Achour.
Achoura (arabe : عَاشُورَاء, ʿāšūrāʾ), est un événement religieux en islam, qui a lieu le 10e jour de mouharram, le premier mois de l'année dans le calendrier musulman. Il s'agit d'une commémoration très importante pour les chiites et les sunnites.

## Étymologie
Le nom d'Achoura est dérivé du mot ʿašara (عَشَرَة) signifiant « dix ».

## Achoura dans le sunnisme
Achoura commémore le jour où Moussa (Moïse) traversa la mer Rouge avec son peuple, et fut sauvé du pharaon qui se fit engloutir avec ses troupes, grâce à l'aide d'Allah, pour le remercier, Moussa jeûna ce jour. En effet, dans un récit rapporté par Ibn Abbas : « Lorsque le Prophète arriva à Médine, les Juifs observaient le jeûne du jour d'Achoura (10e de Muharram) et ils dirent : “C’est le jour où Moïse fut victorieux de Pharaon”. Sur ce, le Prophète dit à ses compagnons : “Vous (les musulmans) avez plus le droit de célébrer la victoire de Moïse qu’ils n’en ont, alors observez le jeûne ce jour-là” ». [Sahih al-Bukhari 4680].
Pour les sunnites, Mahomet pratiquait le jeûne le jour d'Achoura. Depuis l'introduction du jeûne du ramadan, ce jeûne est devenu surérogatoire et l'évènement est aujourd'hui l'occasion d'un jour de jeûne purificateur dans le monde musulman, il est recommandé d'ajouter un jour de jeûne avant ou après le jour d'Achoura afin de se distinguer des juifs qui jeûnent également ce jour (Yom Kippour, qui a également lieu le 10e jour de l'année dans le calendrier hébraïque). Selon la sunna (tradition prophétique), le jeûne du jour d'Achoura expie les péchés d'une année.
Achoura est aussi le jour où certains s’acquittent de la zakat al-mal (aumône légale), sur la base d’une confusion avec le nom arabe du taux de cette zakat : 2,5 % soit le quart du dixième : « rob el achour » (ربع العشر) ; en réalité la zakat al-mal peut être payée à n'importe quel moment de l'année.
Au Maroc, pendant deux jours, les enfants sont mis à l’honneur. Le premier jour, la tradition veut qu’on leur offre des cadeaux, des friandises et que des spectacles viennent égayer les rues. Le deuxième jour, les enfants s’amusent à asperger d’eau les passants et leurs proches, une pratique connue de tous les Marocains sous le nom de zem-zem.

## Achoura dans le chiisme

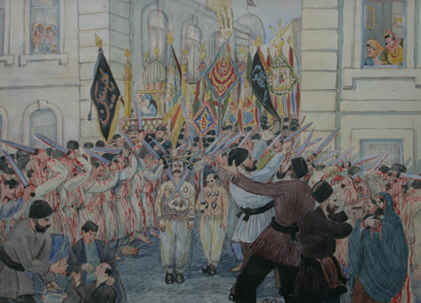
L'Achoura en Azerbaijan en 1939.

Pour les chiites, le jour d'Achoura est le jour de la commémoration du massacre de l'imam Hussein (fils d'Ali ibn Abi Talib et de Fatima Zahra, et donc petit-fils de Mahomet) et 72 membres de sa famille et partisans par le califat omeyyade lors de la bataille de Kerbala en 680, il s'agit d'un évènement ayant joué un rôle important dans la rupture avec l’islam sunnite. Progressivement, Achoura a symbolisé la lutte contre l'oppression et les injustices dans le chiisme par référence à cet événement historique et certains chiites y pratiquent le tatbir qui est un acte d'auto-flagellation où ses pratiquants s’entaillent le crâne, préalablement rasé, puis frappent la plaie à l'aide du plat d'un sabre pour entretenir le saignement, se frappent le torse nu ou se portent des coups de fouet sur le dos.
La célébration a lieu le 10e jour du mois de mouharram (calendrier hégirien) et le deuil se poursuit pendant 40 jours jusqu'à l'Arbaïn. C'est à Kerbala, en Irak, qu'a lieu le pèlerinage principal.
Dans son Itinéraire de Moscou à Ispahan, le marchand russe Fédot Afanassiévitch Kotov, décrit en 1624, avec force détails, la fête d'Achoura à Ispahan, alors capitale prestigieuse de la Perse.